# Powiat Kume (Tottori)
Powiat Kume (jap. 久米郡 Kume-gun) – dawny powiat w Japonii, w prefekturze Tottori.

## Historia

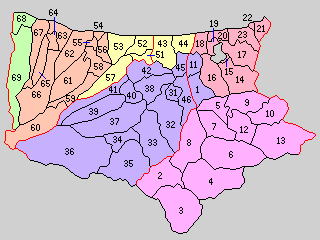
Powiat Kume (31–46 – 1889 r.)

W pierwszym roku okresu Meiji na terenie powiatu znajdowała się 1 miejscowość oraz 119 wiosek.
Powiat został założony 12 stycznia 1879 roku. Wraz z utworzeniem nowego systemu administracyjnego 1 października 1889 roku powiat Kume został podzielony na 1 miejscowość Kurayoshi i 15 wiosek: Ogamo, Kamiogamo, Minamidani, Yaokuri, Yamamori, Kidani, Yashiro, Nishishi, Fukuyone, Higashishi, Nadate, Shimohōjo, Nakahōjō, Kamihōjō i Uwanada.
1 kwietnia 1896 roku powiat Kume został włączony w teren nowo powstałego powiatu Tōhaku. W wyniku tego połączenia powiat został rozwiązany.